# 麥克·哈瑞爾
小麥克·哈瑞爾（英語：Mack Kendree Harrell, Jr.，1909年10月8日—1960年1月29日），美國歌劇和古典樂男中音，被認為是他這一代最出色的美國民謠歌手之一。

## 生平
1909年出生於德克薩斯州，在美國俄克拉荷馬市大學學習了小提琴。後來，他被授予獎學金，進入費城的柯蒂斯音樂學院。